# Quiberon
Quiberon är en kommun i departementet Morbihan i regionen Bretagne i nordvästra Frankrike. Kommunen ligger i kantonen Quiberon som tillhör arrondissementet Lorient. År 2022 hade Quiberon 4 782 invånare.

## Befolkningsutveckling
Antalet invånare i kommunen Quiberon
| Referens: INSEE |